# 前列环素
前列环素（简称为PGI2）是脂类中类花生酸家族中的一个成员，分子中有一个次级五元环，其前体是花生四烯酸或其他二十碳不饱和脂肪酸。前列环素会抑制血小板介导的凝集过程并有强烈的血管舒张作用，因此在凝血作用中，受损血管内皮的前列环素生成量会减少，这有利于血小板的聚集。